# Bengbu
Bengbu  (en chino, 蚌埠; pinyin, Bèngbù; literalmente, ‘muelle almeja’) es una ciudad-prefectura en la provincia de Anhui de la República Popular de China. Limita al norte con Suzhou, al sur con Hefei, al oeste con Fuyang y al este con la provincia de Jiangsu. Su área es de 5950 km² y su población es de 3,2 millones. La etnia han es el mayor grupo de la región.
La principal industria de la ciudad es la de alimentos que representa el 44%, las otras son las de textiles, la fabricación de vidrio, productos químicos, y la electrónica.

## Administración
La ciudad prefectura de Bengbu se divide en 4 distritos y 3 condados:
- Distrito Longzihu 龙子湖区
- Distrito Bengshan 蚌山区
- Distrito Yuhui 禹会区
- Distrito Huaishang 淮上区
- Condado Huaiyuan 怀远县
- Condado cinco ríos 五河县
- Condado Guzhen 固镇县

### Localidades con población en noviembre de 2010
- Bèngshān Qū 334,426
- Gùzhèn Xiàn 541,644
- Huáishàng Qū 145,874
- Huáiyuăn Xiàn 1,028,066
- Lóngzihú Qū 243,123
- Wŭhé Xiàn 621,973
- Yŭhuì Qū 249,361

## Geografía
La ciudad de Bengbu se encuentra a 135 km al norte de Nanjing, en la orilla del río Huai. Se divide en dos partes: mayor Bengbu, en la orilla sur del río y menor Bengbu, en la orilla norte.

## Clima
La ciudad tiene cuatro estaciones, tiene un clima tropical húmedo con fuertes influencias del clima monzónico, los inviernos son frescos y a veces fríos, los veranos son calurosos y húmedos. El área se encuentra en una zona de transición climática.
Las temperaturas medias de la ciudad de Béngbu son de 1 °C para el mes más frío y 28 °C para el mes más caluroso, con una media anual de 15 °C y la precipitación de 849,1 mm (cifras de 1990).
| Parámetros climáticos promedio de Bengbu | Parámetros climáticos promedio de Bengbu | Parámetros climáticos promedio de Bengbu | Parámetros climáticos promedio de Bengbu | Parámetros climáticos promedio de Bengbu | Parámetros climáticos promedio de Bengbu | Parámetros climáticos promedio de Bengbu | Parámetros climáticos promedio de Bengbu | Parámetros climáticos promedio de Bengbu | Parámetros climáticos promedio de Bengbu | Parámetros climáticos promedio de Bengbu | Parámetros climáticos promedio de Bengbu | Parámetros climáticos promedio de Bengbu | Parámetros climáticos promedio de Bengbu |
| Mes                                      | Ene.                                     | Feb.                                     | Mar.                                     | Abr.                                     | May.                                     | Jun.                                     | Jul.                                     | Ago.                                     | Sep.                                     | Oct.                                     | Nov.                                     | Dic.                                     | Anual                                    |
| ---------------------------------------- | ---------------------------------------- | ---------------------------------------- | ---------------------------------------- | ---------------------------------------- | ---------------------------------------- | ---------------------------------------- | ---------------------------------------- | ---------------------------------------- | ---------------------------------------- | ---------------------------------------- | ---------------------------------------- | ---------------------------------------- | ---------------------------------------- |
| Temp. máx. media (°C)                    | 6.5                                      | 8.5                                      | 13.7                                     | 21.1                                     | 26.4                                     | 30.1                                     | 32.1                                     | 31.6                                     | 27.3                                     | 22.1                                     | 15.4                                     | 9.3                                      | 20.3                                     |
| Temp. mín. media (°C)                    | −1.7                                     | 0.1                                      | 4.5                                      | 10.9                                     | 16.2                                     | 20.9                                     | 24.5                                     | 23.8                                     | 18.8                                     | 12.7                                     | 5.9                                      | 0.3                                      | 11.4                                     |
| Precipitación total (mm)                 | 25.2                                     | 35.6                                     | 59.0                                     | 52.1                                     | 76.9                                     | 141.5                                    | 198.7                                    | 130.6                                    | 79.9                                     | 60.8                                     | 42.2                                     | 17.3                                     | 919.8                                    |
| Días de precipitaciones (≥ 0.1 mm)       | 5.9                                      | 7.4                                      | 9.9                                      | 8.6                                      | 9.3                                      | 10.3                                     | 13.8                                     | 10.2                                     | 8.2                                      | 7.6                                      | 6.6                                      | 5.0                                      | 102.8                                    |
| Horas de sol                             | 146.8                                    | 142.5                                    | 162.1                                    | 177.0                                    | 202.5                                    | 214.8                                    | 208.7                                    | 232.4                                    | 175.8                                    | 190.6                                    | 161.6                                    | 152.7                                    | 2167.5                                   |
| Humedad relativa (%)                     | 71                                       | 70                                       | 70                                       | 68                                       | 69                                       | 72                                       | 79                                       | 80                                       | 76                                       | 72                                       | 71                                       | 68                                       | 72.2                                     |
| Fuente n.º 1: 中国气象局                 |                                          |                                          |                                          |                                          |                                          |                                          |                                          |                                          |                                          |                                          |                                          |                                          |                                          |
| Fuente n.º 2: 富农路蚌埠农业投资频道     |                                          |                                          |                                          |                                          |                                          |                                          |                                          |                                          |                                          |                                          |                                          |                                          |                                          |

## Economía
Bengbu es famosa en la provincia de Anhui por su comida. Sectores relacionados con los alimentos representan el 44% de la producción industrial de la ciudad. Otras industrias incluyen ingeniería, textiles, fabricación de vidrio, productos químicos y electrónica.

## Transporte
La ciudad cuenta con los medios de transporte
- Aire. El aeropuerto Bengbu ( 蚌埠机场) está localizado a 11 km, es de doble servicio, militar y civil.
- Tierra. Por la ciudad pasa la vía férrea Jinghu (京沪铁路) de 1.462  km de lago y que une a Pekín con Shanghái.